# F. Sionil José
F. Sionil José, voluit Francisco Sionil José, (Rosales, 3 december 1924 – Makati, 6 januari 2022) was een van de meest gelezen Filipijnse auteurs. José gebruikt herinneringen aan zijn geboortedorp Rosales, voor beschrijvingen van het leven op het Filipijnse platteland en beschrijft daarbij de sociale en economische ongelijkheden in het land. Zijn werk is vanuit het Engels vertaald in 22 andere talen, waaronder het Nederlands. Hij kreeg diverse onderscheidingen, waaronder de Ramon Magsaysay Award in 1980. In 2001 werd hij benoemd tot Nationaal kunstenaar van de Filipijnen.
José overleed op 6 januari 2022 in het Makati Medical Center op 97-jarige leeftijd.